# اچ‌ام‌اس کنت (۱۶۵۲)
اچ‌ام‌اس کنت (۱۶۵۲) (به انگلیسی: HMS Kent (1652)) یک کشتی بود که طول آن ۱۰۷ فوت (۳۲٫۶ متر) بود.